# Seacroft (West Yorkshire)
Seacroft – dzielnica miasta Leeds, w Anglii, w West Yorkshire, w dystrykcie metropolitalnym Leeds. Leży 6,1 km od centrum miasta Leeds i 273,5 km od Londynu. W 2001 roku dzielnica liczyła 17 725 mieszkańców. W 1911 roku civil parish liczyła 1695 mieszkańców. Seacroft jest wspomniana w Domesday Book (1086) jako Sacrofft/Sacroft.